# کشیم‌های جقه‌دار
کشیم‌های جقه‌دار یا رولاندی‌ها (نام علمی: Rollandia) نام یک سرده از تیره کشیم است.

## گونه‌ها
- کشیم رولاند، Rollandia rolland
- کشیم تیتیکاکا، Rollandia microptera